# Bada (socken)
Bada (kinesiska: 巴达, 巴达乡) är en socken i Kina. Den ligger i den autonoma regionen Tibet, i den sydvästra delen av landet, omkring 410 kilometer nordost om regionhuvudstaden Lhasa. Antalet invånare är 2 169. Befolkningen består av 1 058 kvinnor och 1 111 män. Barn under 15 år utgör 27,0 %, vuxna 15-64 år 68 %, och äldre över 65 år 4,0 %.
Genomsnittlig årsnederbörd är 922 millimeter. Den regnigaste månaden är juni, med i genomsnitt 210 mm nederbörd, och den torraste är december, med 4 mm nederbörd.